# Perirranterio

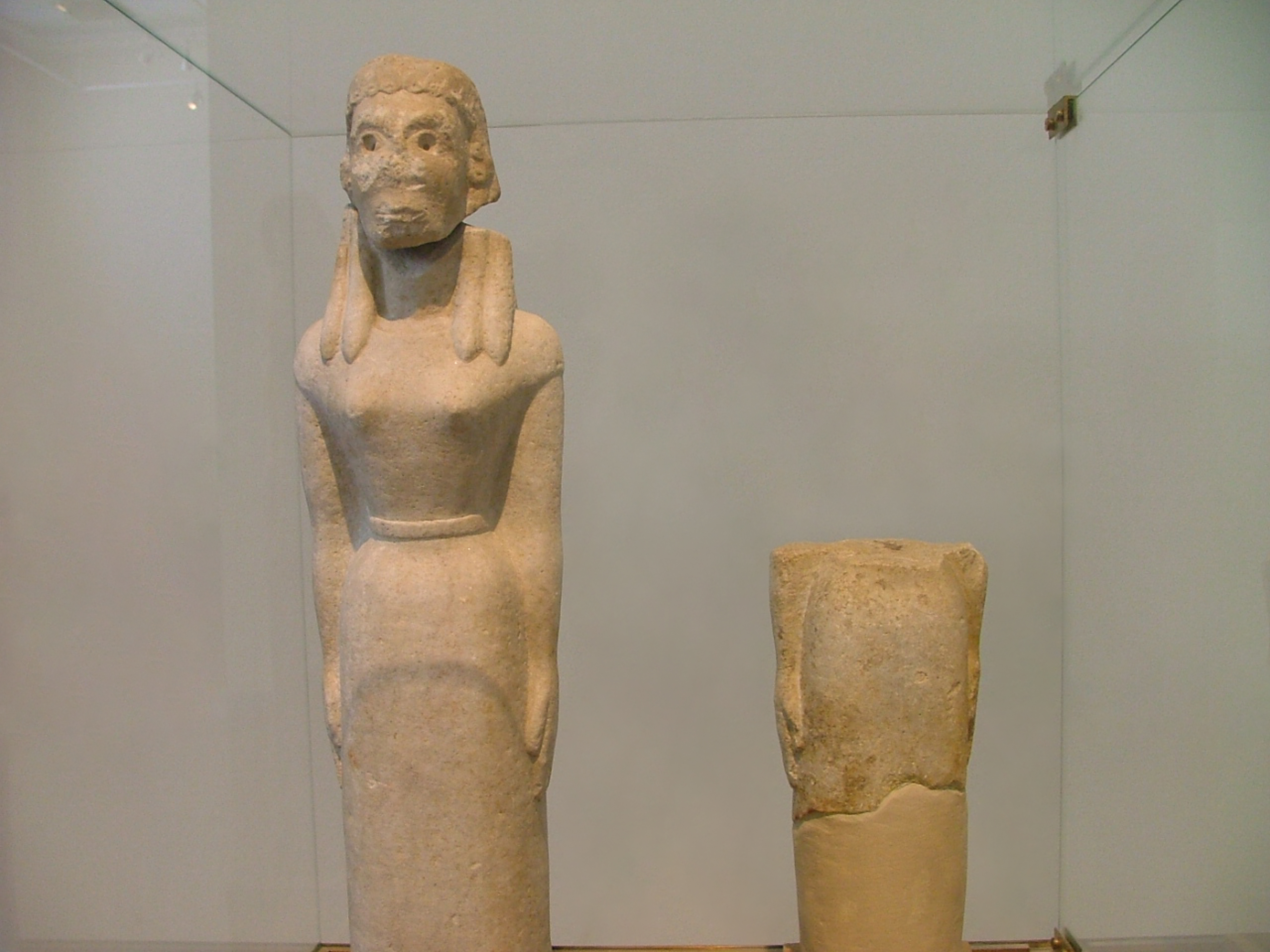
Estatuillas arcaicas, pilas de un perirranterio en el santuario de Ptoo de Apolo en el monte Ptoo.

Un perirranterio (en griego antiguo: περιρραντήριον perirranterion, plural perirranteria, de περί peri «alrededor» y ῥαίνω rhaino «rociar, limpiar») era una forma antigua de pila de agua bendita.

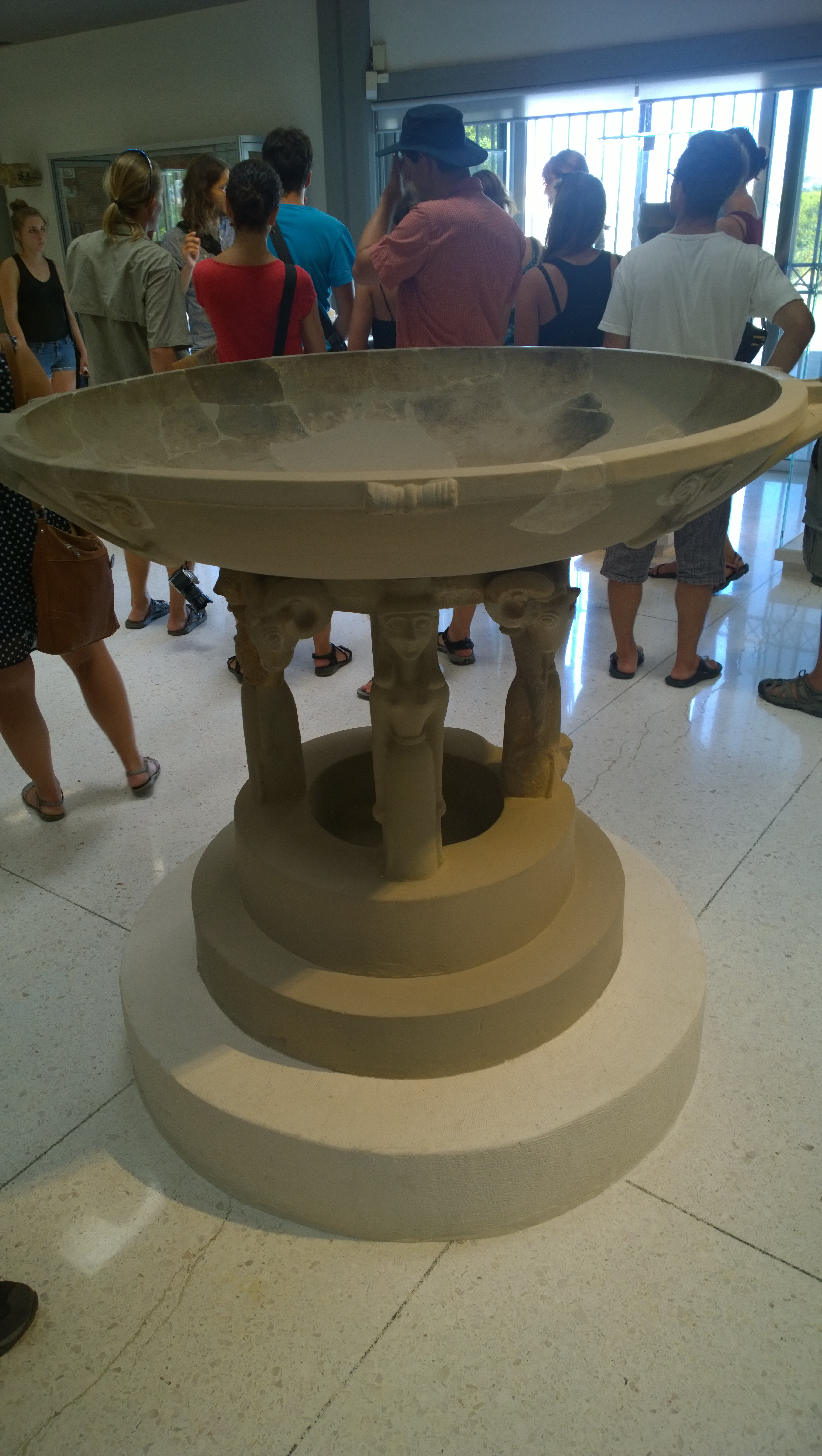
Perirranterio del templo de Posidón en Istmia.

El perirranterio estaba hecho principalmente de piedra, sobre todo de mármol, más raramente de arcilla. A veces tres, más raramente cuatro, figuras humanas femeninas sostenían la pila de agua, a veces era sustentada por un pie alto. Se conoce de varios santuarios donde se encontraron perirranterios. Se encontró in situ un perirranterio de mármol en el exterior del pórtico de entrada al templo de Posidón en Istmia, con señales de desgaste por el roce de las manos de los fieles a lo largo de los años.
En la literatura el perirranterio se confunde a veces con el luterio.
Un centro de producción de perirranteria de arcilla fue Corinto, donde se produjo y también se exportó este tipo de recipientes desde finales del siglo VIII a. C. hasta el período helenístico.